# Parc eòlic Milà
El parc eòlic d'Es Milà, al terme municipal de Maó (Menorca), va ser el primer parc eòlic a les Illes Balears.
Construït entre els anys 2003 i 2004, està format per quatre aerogeneradors del model Made AE-59, que proporcionen 800 kW de potència eòlica cadascun, per a un total de 3.200 kW. Amb una producció anual prevista de 7.040 MWh/any, poden proporcionar electricitat a uns 2.000 habitatges. El vent a la zona té una velocitat mitjana de 6,7 m/s i les seves direccions predominants són NE i SO .